# Magal (álbum de 1990)
Magal, lançado em 1990 pela gravadora CBS Records, é o décimo álbum do cantor Sidney Magal. A canção de sucesso desse álbum é "Me Chama Que Eu Vou", que foi a abertura da novela Rainha da Sucata, exibida em 1990 pela Rede Globo.

## Faixas
| N.º            | Título                           | Duração |  |
| 1.             | "Beijo na Boca"                  | 3:20    |  |
| 2.             | "Morena Bonita"                  | 3:29    |  |
| 3.             | "Bate Coxa"                      | 3:36    |  |
| 4.             | "Haja Amor"                      | 3:22    |  |
| 5.             | "Só Fiz Bem Querer-te (Lambada)" | 4:29    |  |
| 6.             | "Me Chama Que Eu Vou"            | 3:14    |  |
| 7.             | "Eloisa"                         | 3:21    |  |
| 8.             | "Lança Perfume"                  | 4:32    |  |
| 9.             | "Brilho Cor de Prata"            | 3:30    |  |
| 10.            | "Meia Lua Inteira"               | 3:10    |  |
| Duração total: | Duração total:                   | 36:06   |  |